# Jean Finot

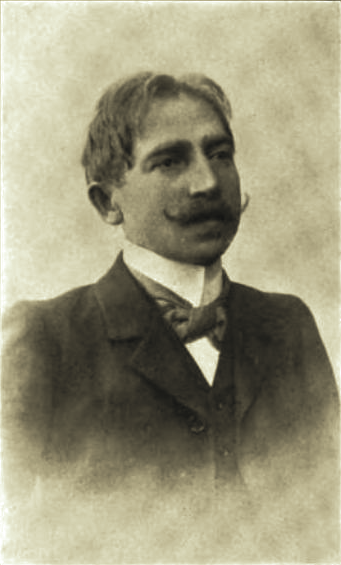
Jean Finot

Jean Finot (geb. 1858 in Polen als Jan Jakub Finkelhaus / Jean Finckelhaus; gest. 1922 in Paris) war ein in Frankreich wirkender Journalist und Autor.

## Leben
Jean Finot war Direktor von La Revue (ehemals Revue des Revues) in Andilly bei Montmorency, zu der er auch selbst viele Beiträge beisteuerte. Seine Schriften widmeten sich vielen Themen, in vielen Punkten war Finot dabei ein intellektueller Vorreiter: im Kampf gegen rassistische Vorurteile, beim Aufbau Europas, bei der Gleichstellung der Geschlechter und bei der Förderung von Frauen. Er ist insbesondere als Verfasser des Buches Le préjugé des races (1905) bekannt, womit er sich zu Beginn des 20. Jahrhunderts radikal gegen die rassistischen Theorien mit wissenschaftlichem Anspruch und den Sozialdarwinismus stellte, die damals insbesondere von Vacher de Lapouge, Charles Richet, Gobineau oder Chamberlain vertreten wurden.

« Ces produits de l'imagination scientifique, accueillis d'une façon aveugle, sans la moindre critique, ont passé, en outre, dans les manuels d'histoire et de pédagogie. Aujourd'hui, sur 1 ooo Européens instruits, 999 sont persuadés de l'authenticité de leurs origines aryennes […] Cela est devenu presque un axiome. A la suite de cette doctrine si profondément enracinée dans la conscience européenne, la sociologie, l'histoire, la politique et la littérature modernes n'ont cessé d'opposer les Aryens aux autres peuples sémitiques ou mongols. L'origine aryenne est devenue une sorte de source bienfaisante d'où découlent la haute moralité de l'Europe et les vertus de ses principaux habitants […] Lorsqu'on tient à comparer dans le jargon sociologique actuel, deux mentalités, deux morales, on dit couramment « aryen » et « anaryen ». On croit alors avoir tout dit. […] »

„Diese Produkte der wissenschaftlichen Phantasie, die blind und unkritisch aufgenommen wurden, haben auch Eingang in die Geschichts- und Lehrbücher gefunden. Heute sind von 1000 gebildeten Europäern 999 von der Echtheit ihrer arischen Abstammung überzeugt […] Dies ist fast zu einem Axiom geworden. Als Folge dieser im europäischen Bewusstsein so tief verwurzelten Doktrin haben die moderne Soziologie, Geschichte, Politik und Literatur nicht aufgehört, die Arier anderen semitischen oder mongolischen Völkern gegenüberzustellen. Der arische Ursprung wurde zu einer Art heilender Quelle, aus der die hohe Moral Europas und die Tugenden seiner Hauptbewohner entspringen. […] Wenn man im heutigen soziologischen Jargon zwei Mentalitäten und zwei Moralvorstellungen miteinander vergleichen möchte, sagt man gemeinhin ‚arisch‘ und ‚unarisch‘. Damit glaubt man, alles gesagt zu haben.“

Ein Teil seiner Schriften erschien auch auf Deutsch und Englisch.
Louis-Jean Finot (1898–1957) war sein Sohn.
Einige Jahre nach Jean Finots Tod stiftete seine Frau der Académie des sciences morales et politiques eine Summe, mit der alle zwei Jahre der Jean-Finot-Preis verliehen werden sollte, der noch heute vergeben wird.

## Zitat
„Die als milde und gerecht anerkannten Nationen verdanken diesen Ruf nur einem Zusammenwirken günstiger Umstände in ihrer historischen Entwickelung. Die Vergangenheit, die ihnen die Notwendigkeit antihumaner Handlungen ersparte, hätte sich auch anders gestalten und solche Inhumanität ihren Interessen abnötigen können.“

## Schriften
- Français et Anglais devant l'anarchie européenne. V. Giard et E. Brière, Paris 1904, 66 p.
- La Philosophie de la longévité. Felix Alcan, Paris 1906, 368 p.
- Le Préjugé des races. L'alarme, Paris 1906 (Digitalisat, einige Seiten nur teilweise lesbar; engl. Race prejudice).

- La Science du bonheur. F. Juven, Paris 1909.
- L'Union sacrée contre l'alcoolisme. L'Alarme, Paris 1910, 227 p.
- La Charte de la femme… suivie d'une enquête sur le vote politique des femmes en France. Publications de l'union française pour le suffrage des femmes, Paris 1910.
- L'Agonie et la Mort des races. La Revue, Paris 1911, 141 p.
- Préjugé et Problème des sexes. F. Alcan, Paris 1912, 524 p.
- Progrès et Bonheur. F. Alcan, Paris 1914, 662 p.
- Civilisés contre Allemands (la grande croisade). Ernest Flammarion, Paris 1915, 343 p.
- Le Roi-alcol. L'alarme, Paris 1915, 70 p.
- Saints, initiés et possédés modernes. E. Fasquelle, Paris 1918 Digitalisat, 345 p.
- L'Agonie et la Naissance d'un monde. Ernest Flammarion, Paris 1918, 291 p.
- Prolongeons la vie ! Figuière, 1920, 120 p.
- L'Atelier des gens heureux. La Revue Mondiale, Paris 1922, 211 p.
- Sa Majesté l'Alcool. Plon-Nourrit, Paris 1922, 86 p.

in Übersetzung
- Das Rassenvorurteil. Deutsch v. E. Müller-Röder. Hüpeden & Merzyn Verlag, Berlin 1906.
- Die Lehre vom Glück. Berechtigte Übertragung von Walther Lohmeyer. Verlag von Julius Hoffmann, Stuttgart 1909.
- Das hohe Lied der Frau. Eine Lebensharmonie der beiden Geschlechter. Julius Hoffmann, Stuttgart 1912.
- Die Philosophie der Langlebigkeit. Autorisierte deutsche Übersetzung nach der 10. Auflage des französischen Originals von Alfred H. Fried. Hermann Walther Verlagsbuchhandlung, Berlin 1901.

- Modern Saints and Seers. William Rider & Son, London, 1920. Digitalisat